# فروش استقراضی

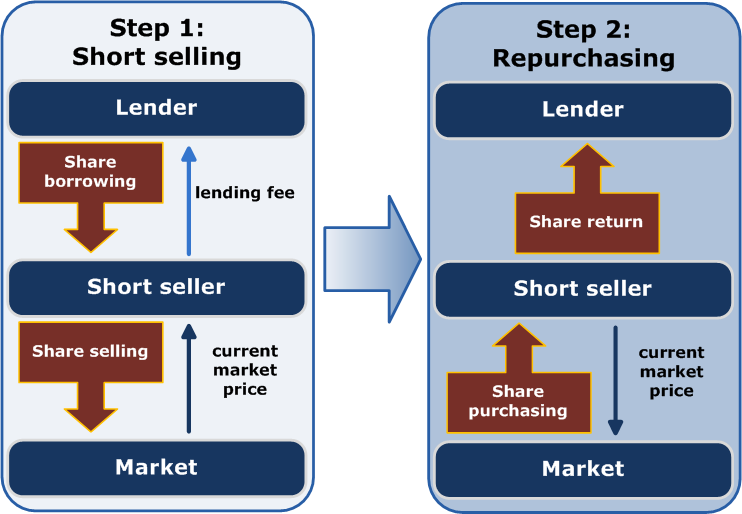
شمایی از روش فروش استقراضی در دو مرحله. فروشنده استقراضی ورقه بهاداری را قرض می‌گیرد و بلافاصله به قیمت کنونی بازار می‌فروشد. او سپس منتظر می‌ماند و امیدوار است قیمت ورقهٔ بهادار کاهش یابد، در این صورت با خرید مجدد و پس دادن آن به قرض دهنده سود می‌کند.

در امور مالی، موقعیت فروش استقراضی (به انگلیسی:  Short selling) یک استراتژی سرمایه‌گذاری یا معاملاتی است که در مورد کاهش قیمت سهام یا سایر اوراق بهادار گمانه‌زنی می‌کند.
فروش استقراضی به این معنی است که شما روی کاهش قیمت یک دارایی سرمایه‌گذاری می‌کنید و اگر قیمت آن پایین بیاید، سود می‌کنید. این برعکس موقعیت «خرید» (Long) است که در آن با افزایش قیمت دارایی، سود می‌کنید. فروش استقراضی نوعی «خالی‌فروشی» است.
برای گرفتن موقعیت فروش استقراضی، روش‌های مختلفی وجود دارد. ساده‌ترین روش، فروش استقراضی فیزیکی است. در این روش، فروشنده، یک دارایی (مثلاً سهام یا اوراق قرضه) را قرض می‌گیرد و سریع آن را می‌فروشد. سپس، باید همان مقدار از دارایی را بخرد و به وام‌دهنده برگرداند. اگر در این فاصله، قیمت دارایی کاهش پیدا کند، فروشنده سود می‌کند و اگر قیمت بالا برود، ضرر می‌کند. فروشنده معمولاً باید برای قرض گرفتن دارایی، هزینه‌ای بپردازد و هرگونه سود سهامی را که در زمان قرض گرفتن به وام‌دهنده تعلق می‌گیرد، بازپرداخت کند.
روش‌های دیگری هم برای گرفتن موقعیت فروش استقراضی وجود دارد، مثلاً از طریق قراردادهای آتی، قراردادهای فوروارد، قراردادهای اختیار معامله یا قراردادهای مابه‌التفاوت.
از آنجایی که فروشنده استقراضی در صورت افزایش قیمت دارایی ممکن است به وام‌دهنده بدهکار شود، معمولاً باید مبلغی را به عنوان وثیقه به کارگزار خود بسپارد. این مبلغ تضمین می‌کند که فروشنده می‌تواند بدهی‌های خود را پرداخت کند. اگر زیان‌ها شروع به افزایش کنند، فروشنده باید وثیقه بیشتری بگذارد. در غیر این صورت، کارگزار می‌تواند موقعیت فروش استقراضی را ببندد.
فروش استقراضی در بازارهای اوراق بهادار عمومی، معاملات آتی و ارز که قابل معاوضه و نسبتاً نقدشونده هستند، رایج است.
معمولاً فروشنده استقراضی از طریق یک کارگزار اقدام به قرض گرفتن سهام می‌کند، که این کارگزار معمولاً اوراق بهادار را برای سرمایه‌گذار دیگری که مالک آن اوراق است، نگهداری می‌کند. کارگزار به ندرت خود اوراق بهادار را برای قرض دادن به فروشنده استقراضی خریداری می‌کند. وام‌دهنده حق فروش اوراق بهادار را در حین قرض دادن از دست نمی‌دهد، زیرا کارگزار معمولاً تعداد زیادی از این اوراق بهادار را برای تعدادی از سرمایه‌گذاران نگهداری می‌کند که از آنجایی که این اوراق بهادار قابل تعویض هستند، می‌توانند به هر خریدار دیگری منتقل شوند. در اکثر شرایط بازار، عرضه آماده‌ای از اوراق بهادار برای استقراض وجود دارد که توسط صندوق‌های بازنشستگی، صندوق‌های سرمایه‌گذاری مشترک و سایر سرمایه‌گذاران نگهداری می‌شود.
خالی‌فروشی استقراضی می‌تواند اهداف مختلفی داشته باشد. سفته‌بازان ممکن است به امید کسب سود از یک ابزار مالی که به نظر می‌رسد بیش از حد ارزش‌گذاری شده است، فروش استقراضی انجام دهند، درست همان‌طور که سرمایه‌گذاران بلندمدت یا سفته‌بازان امیدوارند از افزایش قیمت یک ابزار مالی که به نظر می‌رسد ارزش کمی دارد، سود ببرند. از طرف دیگر، معامله‌گران یا مدیران صندوق ممکن است از موقعیت‌های شورت جبرانی برای پوشش ریسک‌های خاصی که در یک موقعیت لانگ یا یک سبد سهام وجود دارد، استفاده کنند.
تحقیقات نشان می‌دهد که ممنوعیت فروش استقراضی بی‌اثر است و اثرات منفی بر بازارها دارد. با این وجود، فروش استقراضی مورد انتقاد قرار می‌گیرد و به صورت دوره‌ای با مخالفت جامعه و سیاست‌گذاران مواجه می‌شود.

## در ایران
در سراسر دنیا فروش استقراضی به‌عنوان ابزاری برای کسب سود در زمان افت قیمت سهام محسوب می‌شود اما در ایران از لحاظ فقهی با مشکلاتی مواجه است، به همین خاطر تغییراتی در آن ایجاد شده و به فروش تعهدی تغییر نام داده است. در ایران با انعقاد یک وکالت‌نامه بین مالک (دارنده سهام) و متقاضی سرمایه‌گذاری، امکان فروش سهام قرض گرفته شده به‌صورت وکالتی برای متقاضی فراهم شده است، به همین خاطر به آن فروش تعهدی گفته می‌شود.
در فروش استقراضی، متقاضی ملزم به پرداخت بهره به مالک می‌باشد که در ایران هر قرضی که با پرداخت سود همراه باشد ربوی محسوب می‌شود، به همین خاطر فروش استقراضی در ایران انجام نمی‌گیرد بلکه فروش تعهدی جایگزین آن شده است؛ یعنی فرد در فروش تعهدی طبق وکالت‌نامه متعهد به برگرداندن سهام قرض گرفته‌اش می‌باشد که باید آن را به مالک برگرداند.

## فروش استقراضی فیزیکی با اوراق بهادار قرض گرفته شده
برای سود بردن از کاهش قیمت یک اوراق بهادار، یک فروشنده استقراضی می‌تواند اوراق بهادار را قرض بگیرد و بفروشد، به این امید که در آینده خرید مجدد آن ارزان‌تر شود. هنگامی که فروشنده تصمیم می‌گیرد که زمان مناسب است (یا زمانی که وام‌دهنده اوراق بهادار را پس می‌گیرد)، فروشنده همان تعداد اوراق بهادار معادل را می‌خرد و به وام‌دهنده بازمی‌گرداند. عمل بازخرید اوراق بهاداری که به صورت استقراضی فروخته شده است، پوشش شورت، پوشش موقعیت یا به سادگی پوشش نامیده می‌شود. یک موقعیت شورت می‌تواند در هر زمانی قبل از موعد بازگشت اوراق بهادار پوشش داده شود. پس از پوشش موقعیت، فروشنده استقراضی تحت تأثیر افزایش یا کاهش قیمت اوراق بهادار قرار نمی‌گیرد، زیرا قبلاً اوراق بهاداری را که به وام‌دهنده بازمی‌گرداند، در اختیار دارد.
این فرایند به این واقعیت متکی است که اوراق بهادار (یا سایر دارایی‌هایی که به صورت استقراضی فروخته می‌شوند) قابل تعویض هستند؛ بنابراین یک سرمایه‌گذار اوراق بهادار را به همان معنایی قرض می‌گیرد که یک اسکناس ۱۰ دلاری را قرض می‌گیرد، جایی که مالکیت قانونی پول به وام‌گیرنده منتقل می‌شود و می‌توان آزادانه از آن استفاده کرد و اسکناس‌ها یا سکه‌های مختلف بانک را می‌توان به وام‌دهنده بازگرداند. این را می‌توان با معنایی که فرد دوچرخه را قرض می‌گیرد مقایسه کرد، جایی که مالکیت دوچرخه تغییر نمی‌کند و همان دوچرخه باید برگردانده شود، نه صرفاً یک دوچرخه که همان مدل است.
از آنجایی که قیمت یک سهم از نظر تئوری نامحدود است، زیان‌های بالقوه یک فروشنده استقراضی نیز از نظر تئوری نامحدود است.

## مثال عملی از فروش استقراضی سودده
سهم‌های ACME Inc. هم‌اکنون به قیمت $۱۰ برای هر سهم در حال مبادله است.
1. یک فروشنده استقراضی تعداد ۱۰۰ سهم ACME Inc را از یک قرض دهنده قرض می‌گیرد، و بلافاصله آن‌ها را به قیمت کل ۱٬۰۰۰ $ می‌فروشد.
2. متعاقباً، قیمت سهام به $ ۸ برای هر سهم سقوط می‌کند.
3. فروشنده استقراضی حالا ۱۰۰ سهم ACME Inc را در ازای ۸۰۰$ می‌خرد.
4. فروشنده سهم‌ها را به قرض دهنده پس می‌دهد، قرض دهنده باید بازگشت همان تعداد سهمی که قرض داده شده بود را با وجود پایین آمدن ارزش سهام بپذیرد.
5. فروشنده استقراضی اختلاف ۲۰۰$ ای بین قیمتی که فروشنده استقراضی سهم‌های قرض گرفته شده را به آن بها فروخت و قیمت کمتری که فروشنده استقراضی به آن بها همان تعداد سهم را خرید (منهای عوارض قرض که به قرض دهنده پرداخت می‌شود) را به عنوان سود برای خود نگاه می‌دارد.

## مثال عملی از فروش استقراضی ضررده
- سهام شرکت ACME Inc. در حال حاضر به قیمت ۱۰ دلار برای هر سهم معامله می‌شود.
- یک فروشنده استقراضی ۱۰۰ سهم از ACME Inc. را قرض می‌گیرد و آنها را در مجموع به قیمت ۱۰۰۰ دلار می‌فروشد.
- متعاقباً قیمت سهام به ۲۵ دلار برای هر سهم افزایش می‌یابد.
- فروشنده استقراضی موظف است سهام را بازگرداند و مجبور است ۱۰۰ سهم از ACME Inc. را به قیمت ۲۵۰۰ دلار خریداری کند.
- فروشنده استقراضی سهام را به وام‌دهنده بازمی‌گرداند و وام‌دهنده همان تعداد سهامی را که قرض داده شده بود می‌پذیرد.
- فروشنده استقراضی تفاوت ۱۵۰۰ دلاری بین قیمتی که سهام قرض گرفته شده را فروخته و قیمت بالاتری که فروشنده استقراضی مجبور به خرید سهام معادل بوده است (به علاوه هرگونه هزینه وام) را متحمل می‌شود.

## فروش استقراضی مصنوعی با مشتقات
اصطلاحات فروش تعهدی ("شورت کردن" یا "رفتن به شورت") همچنین به‌طور گسترده‌تر به هر معامله‌ای اشاره دارد که توسط یک سرمایه‌گذار برای سود بردن از کاهش قیمت یک دارایی یا ابزار مالی قرض گرفته شده استفاده می‌شود. قراردادهای مشتقه که می‌توانند به این روش استفاده شوند شامل قراردادهای آتی، اختیار معامله و مبادله (سوآپ) هستند. این قراردادها معمولاً به صورت نقدی تسویه می‌شوند، به این معنی که هیچ خرید یا فروش واقعی دارایی مورد نظر در قرارداد دخیل نیست، اگرچه معمولاً یک طرف قرارداد یک کارگزار است که فروش پشت سر هم را انجام می‌دهد. دارایی مورد نظر به منظور پوشش موقعیت آنها.

## تاریخچه فروش استقراضی
این روش احتمالاً در سال ۱۶۰۹ توسط ایزاک لو مایر، تاجر هلندی و سهامدار بزرگ کمپانی هند شرقی هلند (VOC)، ابداع شد. فروش استقراضی می‌تواند باعث کاهش قیمت سهام شود و این موضوع، همراه با پیچیدگی‌های ظاهری این روش، آن را به هدف انتقادها تبدیل کرده است. در طول تاریخ، دولت‌ها در مقاطع مختلف فروش استقراضی را محدود یا ممنوع کرده‌اند.
به عنوان مثال، در سال ۱۷۷۲، بانک Neal, James, Fordyce and Down در لندن به دلیل فروش استقراضی گسترده سهام کمپانی هند شرقی و استفاده از سپرده‌های مشتریان برای جبران ضرر، ورشکست شد و بحران بزرگی را در پی داشت. همچنین، جورج سوروس در سال ۱۹۹۲ با فروش استقراضی بیش از ۱۰ میلیارد دلار پوند استرلینگ، باعث سقوط ارزش پوند و بحران اقتصادی در بریتانیا شد.
اصطلاح «شورت» (فروش استقراضی) از اواسط قرن نوزدهم استفاده می‌شده است. این اصطلاح به این دلیل به کار می‌رود که فروشنده استقراضی در وضعیت بدهی به کارگزاری خود قرار دارد. جیکوب لیتل، معروف به «خرس بزرگ وال‌استریت»، فروش استقراضی سهام را در ایالات متحده در سال ۱۸۲۲ آغاز کرد.
فروشندگان استقراضی به خاطر سقوط وال‌استریت در سال ۱۹۲۹ سرزنش شدند. در پی این اتفاق، قوانینی برای محدود کردن فروش استقراضی در ایالات متحده وضع شد. هربرت هوور، رئیس‌جمهور، فروشندگان استقراضی را محکوم کرد و حتی جی. ادگار هوور، رئیس اف‌بی‌آی، اعلام کرد که فروشندگان استقراضی را به خاطر نقش آنها در طولانی شدن رکود اقتصادی، مورد بررسی قرار می‌دهد. چند سال بعد، در سال ۱۹۴۹، آلفرد وینسلو جونز، صندوق پوشش ریسک را تأسیس کرد که در آن، با خرید برخی سهام و فروش استقراضی برخی دیگر، ریسک بازار را کاهش می‌داد.
اخبار منفی، مانند طرح دعوی علیه یک شرکت، ممکن است معامله‌گران حرفه‌ای را به فروش استقراضی سهام ترغیب کند، به امید اینکه قیمت سهام کاهش یابد.
در جریان حباب دات-کام، فروش استقراضی شرکت‌های نوپا می‌توانست نتیجه معکوس داشته باشد، زیرا ممکن بود این شرکت‌ها با قیمتی بالاتر از قیمت فروش استقراضی، توسط شرکت‌های دیگر خریداری شوند. در این صورت، فروشندگان استقراضی مجبور می‌شدند موقعیت‌های خود را با قیمت‌های بالاتر بپوشانند، در حالی که در بسیاری از موارد شرکت خریدار، بیش از حد برای شرکت نوپا هزینه می‌کرد.

## محدودیت‌های فروش استقراضی بدون پوشش
در طول بحران مالی ۲۰۰۸، منتقدان استدلال کردند که سرمایه‌گذارانی که موقعیت‌های شورت بزرگی در شرکت‌های مالی مشکل‌دار مانند مورگان استنلی، لیمن برادرز و اچ‌بی‌اواس می‌گیرند، بی‌ثباتی را در بازار سهام ایجاد می‌کنند و فشار نزولی بیشتری بر قیمت‌ها وارد می‌کنند. در پاسخ، تعدادی از کشورها در سال‌های ۲۰۰۸ و ۲۰۰۹ مقررات محدودکننده‌ای را در مورد فروش استقراضی وضع کردند. فروش استقراضی بدون پوشش، عملی است که در آن یک دارایی قابل معامله بدون قرض گرفتن اولیه اوراق بهادار یا اطمینان از اینکه اوراق بهادار قابل قرض گرفتن است، به صورت استقراضی فروخته می‌شود - این رویه‌ای بود که معمولاً محدود می‌شد. سرمایه‌گذاران استدلال کردند که این ضعف بنگاه‌های مالی بود، نه فروش استقراضی، که باعث سقوط سهام شد. در سپتامبر ۲۰۰۸، کمیسیون بورس و اوراق بهادار در ایالات متحده به‌طور ناگهانی فروش استقراضی را ممنوع کرد، در درجه اول در سهام مالی، برای محافظت از شرکت‌هایی که در بازار سهام تحت محاصره قرار گرفته بودند. این ممنوعیت چند هفته بعد به پایان رسید زیرا تنظیم‌کننده‌ها تشخیص دادند که این ممنوعیت قیمت سهام را تثبیت نمی‌کند.
ممنوعیت‌های موقت فروش استقراضی نیز در بریتانیا، آلمان، فرانسه، ایتالیا و سایر کشورهای اروپایی در سال ۲۰۰۸ با حداقل تأثیر اعمال شد. استرالیا در سپتامبر ۲۰۰۸ برای ممنوعیت کامل فروش استقراضی بدون پوشش اقدام کرد. آلمان در سال ۲۰۱۰ ممنوعیت فروش استقراضی بدون پوشش برخی از اوراق بهادار منطقه یورو را وضع کرد. اسپانیا، پرتغال و ایتالیا ممنوعیت فروش استقراضی را در سال ۲۰۱۱ و دوباره در سال ۲۰۱۲ وضع کردند.
در جریان همه‌گیری کووید-۱۹، فروش استقراضی به شدت محدود یا موقتاً ممنوع شد و ناظران بازار اروپا قوانین فروش استقراضی را «در تلاش برای جلوگیری از ضررهای تاریخی ناشی از همه‌گیری ویروس کرونا» تشدید کردند.
در سراسر جهان، به نظر می‌رسد تنظیم‌کننده‌های اقتصادی تمایل دارند فروش استقراضی را محدود کنند تا از آبشارهای بالقوه کاهش قیمت بکاهند. سرمایه‌گذاران همچنان استدلال می‌کنند که این تنها به ناکارآمدی بازار کمک می‌کند.

## فروش استقراضی سهام در ایالات متحده
برای فروش استقراضی سهام در ایالات متحده، فروشنده باید ترتیبی دهد که یک کارگزار تأیید کند که می‌تواند اوراق بهادار استقراضی را تحویل دهد. به این کار «پیدا کردن» می‌گویند. کارگزاران ابزارهای مختلفی برای قرض گرفتن سهام برای تسهیل مکان‌یابی و تحویل خوب اوراق بهادار استقراضی دارند.
اکثریت قریب به اتفاق سهام قرض گرفته شده توسط کارگزاران آمریکایی از وام‌های ارائه شده توسط بانک‌های معتبر و شرکت‌های مدیریت صندوق (به فهرست زیر مراجعه کنید) به دست می‌آید. مؤسسات اغلب سهام خود را برای کسب درآمد اضافی از سرمایه‌گذاری‌های خود قرض می‌دهند. این وام‌های نهادی معمولاً توسط متولی که اوراق بهادار را برای مؤسسه نگهداری می‌کند، ترتیب داده می‌شود. در یک وام سهام نهادی، وام گیرنده وثیقه نقدی را ارائه می‌کند که معمولاً ۱۰۲٪ از ارزش سهام است. وثیقه نقدی سپس توسط وام‌دهنده سرمایه‌گذاری می‌شود که اغلب بخشی از سود را به وام گیرنده بازپرداخت می‌کند. سودی که توسط وام‌دهنده نگهداری می‌شود، جبران وام‌دهنده برای وام سهام است.
شرکت‌های کارگزاری همچنین می‌توانند از حساب‌های مشتریان خود سهام قرض کنند. قراردادهای معمولی حساب حاشیه به شرکت‌های کارگزاری این حق را می‌دهد که بدون اطلاع مشتری، سهام مشتری را قرض بگیرند. به‌طور کلی، حساب‌های کارگزاری تنها مجاز به قرض دادن سهام از حساب‌هایی هستند که مشتریان دارای مانده بدهی هستند، به این معنی که آنها از حساب قرض گرفته‌اند. قانون 15c3-3 SEC چنین محدودیت‌های شدیدی را در مورد وام دادن سهام از حساب‌های نقدی یا سهام حاشیه اضافی (به‌طور کامل پرداخت شده) از حساب‌های حاشیه اعمال می‌کند که اکثر شرکت‌های کارگزاری به جز در موارد نادر زحمت نمی‌کشند. (این محدودیت‌ها شامل این است که کارگزار باید اجازه صریح مشتری را داشته باشد و وثیقه یا اعتبار اسنادی ارائه دهد)
بیشتر کارگزاران به مشتریان خرده‌فروشی اجازه می‌دهند سهامی را برای فروش استقراضی سهام فقط در صورتی که یکی از مشتریان خود سهام را با حاشیه خریداری کرده باشد، قرض بگیرند. کارگزاران برای به دست آوردن سهام قرض گرفته شده از سایر کارگزاران فقط برای مشتریان بزرگ نهادی خود، فرایند «پیدا کردن» را خارج از شرکت خود طی می‌کنند.
بورس‌های اوراق بهادار مانند بورس نیویورک یا نزدک معمولاً «سود کوتاه» یک سهام را گزارش می‌کنند که تعداد سهامی را که به‌طور قانونی به عنوان درصدی از کل شناور به فروش رفته‌اند، ارائه می‌دهد. از طرف دیگر، اینها را می‌توان به عنوان نسبت سود کوتاه نیز بیان کرد، که تعداد سهامی است که به‌طور قانونی به صورت چند برابر حجم روزانه متوسط فروخته می‌شود. اینها می‌توانند ابزار مفیدی برای تشخیص روند حرکت قیمت سهام باشند، اما برای اینکه قابل اعتماد باشند، سرمایه‌گذاران باید تعداد سهامی را که توسط فروشندگان کوتاه بدون پوشش ایجاد شده است نیز مشخص کنند. به سفته‌بازان هشدار داده می‌شود که به یاد داشته باشند که برای هر سهمی که کوتاه شده است (متعلق به یک مالک جدید)، یک «مالک سایه» (یعنی مالک اصلی) وجود دارد که او نیز بخشی از جهان مالکان آن سهام است، یعنی با وجود اینکه حق رای ندارد، از علاقه و برخی حقوق خود در آن سهام دست نکشیده است.

### وام اوراق بهادار
هنگامی که یک اوراق بهادار فروخته می‌شود، فروشنده از نظر قراردادی موظف است آن را به خریدار تحویل دهد. اگر فروشنده یک اوراق بهادار را بدون اینکه ابتدا آن را داشته باشد، به فروش برساند، فروشنده باید اوراق بهادار را از شخص ثالث قرض بگیرد تا به تعهد خود عمل کند. در غیر این صورت، فروشنده در تحویل کوتاهی می‌کند، معامله تسویه نمی‌شود و فروشنده ممکن است مشمول ادعای طرف مقابل خود شود. برخی از دارندگان بزرگ اوراق بهادار، مانند یک متولی یا شرکت مدیریت سرمایه‌گذاری، اغلب این اوراق بهادار را برای کسب درآمد اضافی قرض می‌دهند، فرآیندی که به عنوان وام اوراق بهادار شناخته می‌شود. وام دهنده برای این سرویس هزینه دریافت می‌کند. به‌طور مشابه، سرمایه‌گذاران خرده‌فروشی گاهی اوقات می‌توانند زمانی که کارگزارشان می‌خواهد اوراق بهادارشان را قرض بگیرد، هزینه اضافی دریافت کنند. این تنها زمانی امکان‌پذیر است که سرمایه‌گذار مالکیت کامل اوراق بهادار را داشته باشد، بنابراین نمی‌توان از آن به عنوان وثیقه برای خرید حاشیه استفاده کرد.